# Popoloca meridional
El popoloca meridional és una variant de la llengua popoloca parlada a l'estat de Puebla (Mèxic). Comprèn dues variants, amb una mútua intel·ligibilitat del 75%:
- Popoloca de San Juan Atzingo (Codi ISO poe)
- Popoloca de Mezontla o de Los Reyes Metzontla (codi ISO pbe)